# Kobierzyce (gromada)
Kobierzyce – dawna gromada, czyli najmniejsza jednostka podziału terytorialnego Polskiej Rzeczypospolitej Ludowej w latach 1954–1972.
Gromady, z gromadzkimi radami narodowymi (GRN) jako organami władzy najniższego stopnia na wsi, funkcjonowały od reformy reorganizującej administrację wiejską przeprowadzonej jesienią 1954 do momentu ich zniesienia z dniem 1 stycznia 1973, tym samym wypierając organizację gminną w latach 1954–1972.
Gromadę Kobierzyce z siedzibą GRN w Kobierzycach utworzono – jako jedną z 8759 gromad na obszarze Polski – w powiecie wrocławskim w woj. wrocławskim, na mocy uchwały nr 32/54 WRN we Wrocławiu z dnia 2 października 1954. W skład jednostki weszły obszary dotychczasowych gromad Kobierzyce, Chrzanów, Cieszyce, Królikowice i Wierzbice oraz przysiółek Magnice z dotychczasowej gromady Domasław ze zniesionej gminy Gniechowice, obszary dotychczasowych gromad Kuklice, Pełczyce i Wilczków ze zniesionej gminy Żórawina oraz obszar dotychczasowej gromady Rolantowice ze zniesionej gminy Sobótka w tymże powiecie. Dla gromady ustalono 26 członków gromadzkiej rady narodowej.
31 grudnia 1961 do gromady Kobierzyce włączono wsie Jaksonów, Pasterzyce i Szczepankowice ze zniesionej gromady Jaksonów w tymże powiecie.
1 lipca 1968 z gromady Kobierzyce wyłączono wieś Rolantowice, włączając ją do gromady Pustków Wilczkowski w tymże powiecie.
1 stycznia 1972 do gromady Kobierzyce włączono obszar zniesionej gromady Pustków Wilczkowski (oprócz wsi Damianowice i Ręków) oraz wieś Przecławice ze zniesionej gromady Węgry w tymże powiecie.
Gromada przetrwała do końca 1972 roku, czyli do kolejnej reformy gminnej. 1 stycznia 1973 powiecie wrocławskim utworzono gminę Kobierzyce.